# Carl Gislow

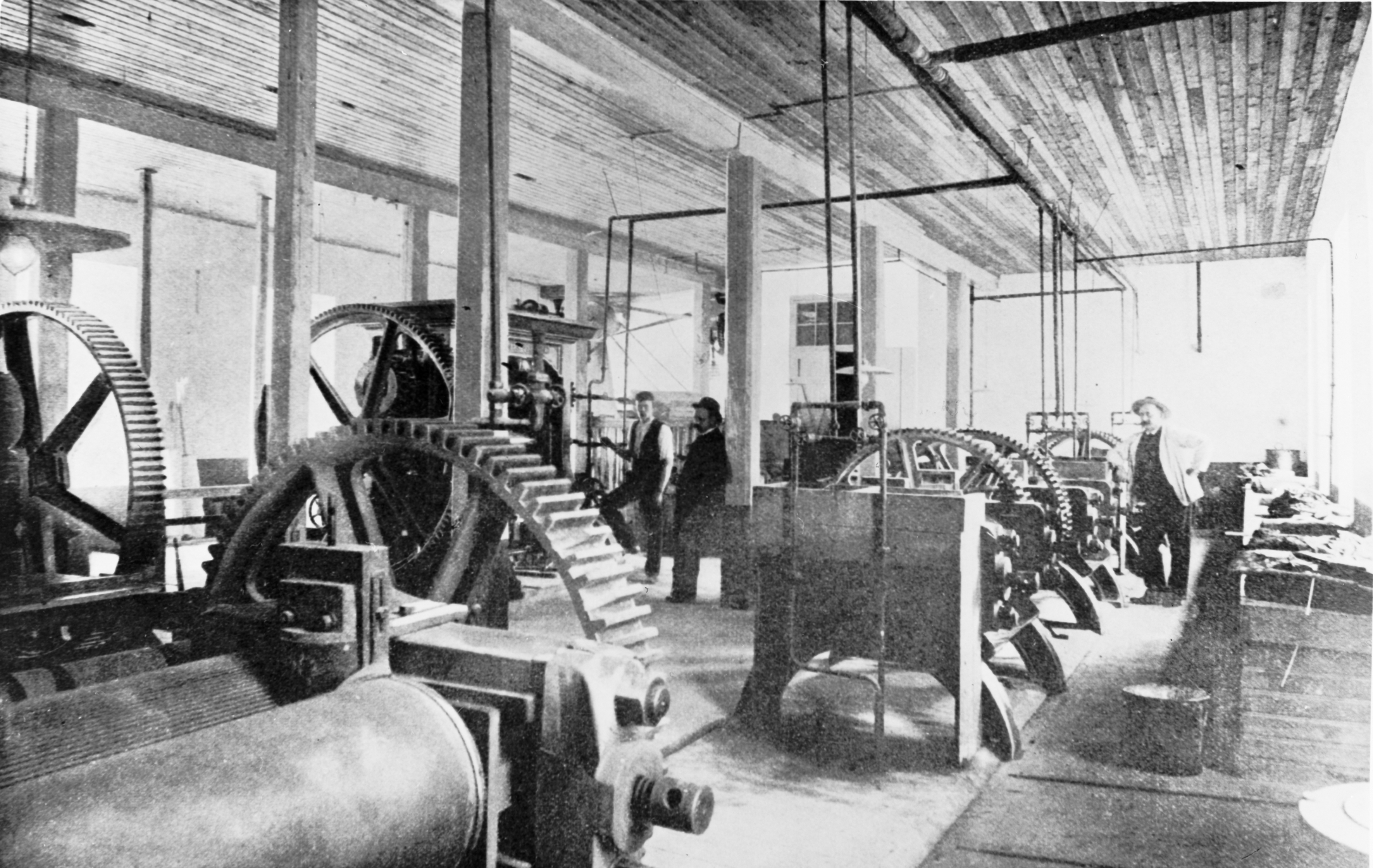
Foto från blandningssalen i Viskafors gummifabrik, med Carl Gislow mitt i bilden och brodern Wilhelm Gislow till höger

Carl Gustav Gislow, född Andersson 28 januari 1858 i Göteborg, död 1933, var en svensk industrialist.
Carl Gislow var äldste son till smedsmästaren Anders Gustavsson på Lindholmens Varv i Göteborg och Maria Andreasdotter. Han hade tre yngre syskon, varav Wilhelm Gislow, född 1859. Båda föräldrarna dog 1866 i en av de sista koleraepidemierna i Sverige. 
Han kom efter föräldrarnas död först till sin faster Sara i Mossebo socken i Tranemo kommun och placerades därefter i fosterhem i Bondaryd nära Gislaved.
Vid 18 års ålder blev han lärling på Johan Reinhold Lomells färgeri och vadmalsstamp i Gislaved. År 1877 åkte han och brodern Wilhelm till USA, där de arbetade på United States Rubber Company i Naugatuck i Connecticut. Bröderna tog sig i USA namnet Gislow efter sin farfars morfar, som var kyrkoherde i Åsenhöga på 1700-talet. 
Carl Gislow återvände till Sverige 1899 och köpte Reinhold Lomells färgeri och vadmalsstamp. Omkring 1906 flyttade han till Norge för att medverka i etablerandet av Norges första gummifabrik, Viking Gummivarefabrik i Heggedal i Askers kommun. Han återvände till Sverige 1916 och blev direktör på Svenska Gummifabriks AB i Gislaved. Efter det att Kooperativa Förbundet köpt företaget 1927, slutade han och köpte i stället Värnamo Gummifabrik, som han moderniserade och utvidgade.
Han gifte med Anna Möller och fick två barn, varav sonen Gösta Gislow, som utbildade sig till kemiingenjör och var engagerad i både Svenska Gummifabriks AB (bland annat son chef från 1927) och Värnamo Gummifabrik-